# NGC 7825
NGC 7825 ist eine Balken-Spiralgalaxie vom Hubble-Typ SBb im Sternbild Fische auf der Ekliptik. Sie ist schätzungsweise 365 Millionen Lichtjahre von der Milchstraße entfernt und hat einen Durchmesser von etwa 105.000 Lichtjahren.
Im selben Himmelsareal befinden sich u. a. die Galaxien NGC 12, NGC 7820, NGC 7827.
Das Objekt wurde am 25. September 1830 von John Herschel entdeckt.